# Balliaceae
Balliaceae H.-G. Choi, G.T. Kraft, & G.W. Saunders, 2000, é o nome botânico de uma família de algas vermelhas pluricelulares da ordem Balliales.

## Gêneros
- Ballia